# Jozef Gregor Tajovský
Jozef Gregor Tajovský, all'anagrafe Jozef Alojz Gregor (Tajov, 18 ottobre 1874 – Bratislava, 20 maggio 1940), è stato un poeta e scrittore slovacco.

## Biografia
Il suo percorso di studi e di formazione incominciò presso le scuole di Banská Bystrica, poi successivamente a Kláštor pod Znievom, dopodiché affrontò un periodo esistenziale critico e avventuroso.

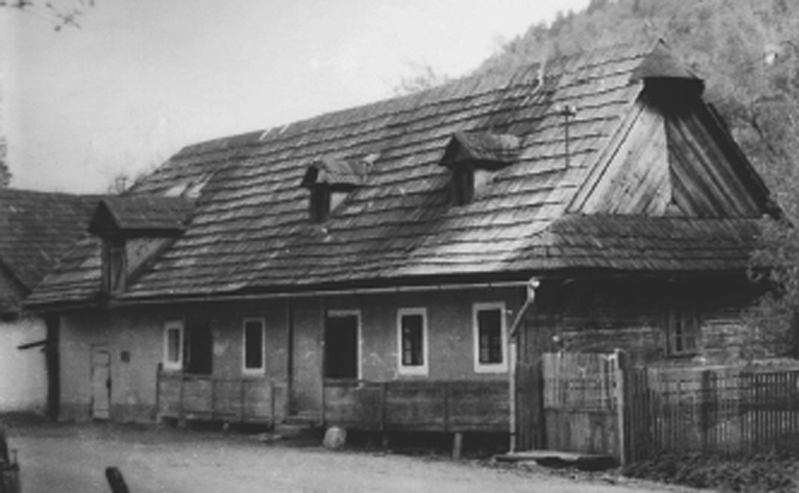
L'abitazione di Jozef Gregor Tajovský a Tajov, nel 1920

In seguito esercitò la professione di insegnante, per cinque anni, prima di spostarsi a Praga per iscriversi all'Accademia di Commercio.
Una volta rientrato in Slovacchia lavorò in diverse banche, situate in varie città.
Partecipò alla prima guerra mondiale, durante la quale collaborò attivamente con l'esercito russo, prima di arruolarsi nelle file delle armate cecoslovacche.
Alla fine delle ostilità si ritirò dalle forze armate con il grado di capitano e si trasferì a Bratislava, dove fissò la sua residenza fino alla morte.

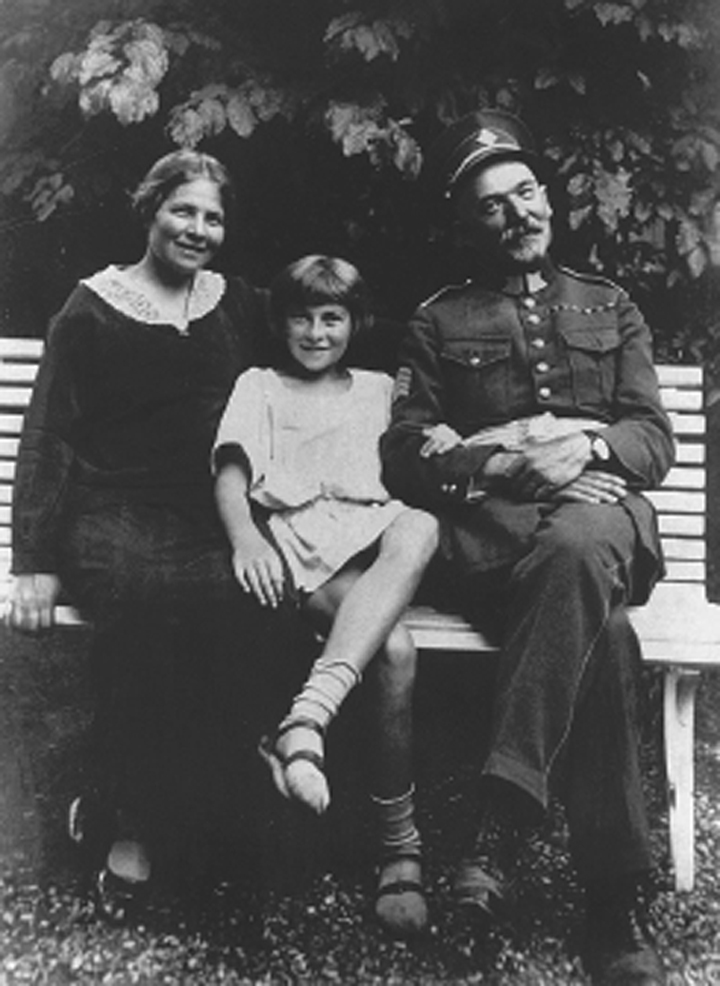
La moglie Hana Gregorová, la figlia Dagmar (* 1916; † 2004) e Jozef Gregor Tajovský, 1922

Se nei suoi esordi letterari si dedicò alla poesia, nel giro di pochi anni preferì manifestare le sue idee e le sue emozioni tramite scritti prosastici, oppure nella sempre più crescente passione per il teatro. 
La maggior parte dei racconti di Gregor Tajovský, diffusi inizialmente grazie a riviste e periodici, e in un secondo tempo raccolti in vari volumi, come Z dedini ("Dal villaggio", 1897), Besednice ("Feuilletons", 1903), Smutné nôty ("Note tristi", 1907), S Bohom ("Addio", 1913), fu incentrata su argomenti rurali, descritti con gusto realistico e talvolta con rigore naturalistico.
Tra i temi maggiormente approfonditi dall'autore, risultarono l'alcolismo, la magiarizzazione, le istanze di libertà e di autonomia politica, le relazioni familiari e sociali.
Anche gli impegni di Gregor Tajovský nel campo teatrale si imperniarono su descrizioni di ambienti campagnoli, come ben evidenziarono: Ženský zákon ("La legge delle donne", 1906), Nový život ("La nuova vita", 1901), Statky-zmätky ("Gli averi sono dispiaceri", 1909), V službe ("In servizio", 1911),  Hriech ("Il peccato", 1911), Tma ("Tenebra", 1912), Smrť Ďurka Langsfelda ("La morte di Ďurko Langsfeld", 1923), Jej prvý román ("La prima avventura", 1931).

## Opere

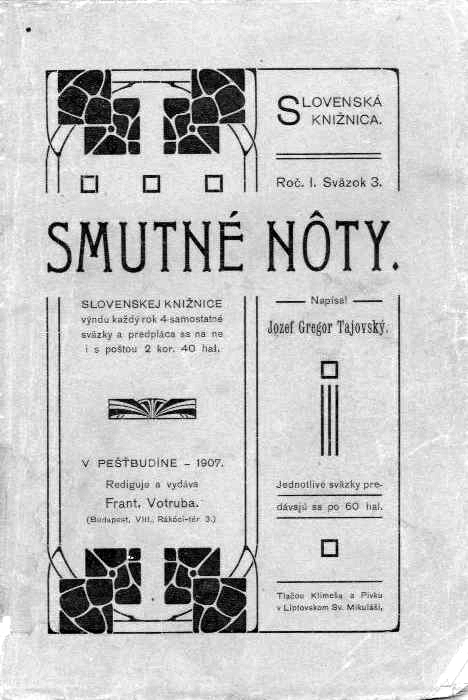
Copertina di Smutné nôty

### Prosa
- 1893 – Na mylných cestách.
- 1896 – Čarodejné drevo.
- 1896 – Starého otca rozpomienky.
- 1896 / 1900 – Rozprávky pre ľud.
- 1897 – Ferko.
- 1897 – Rozpomienka.
- 1897 – Omrvinky.
- 1897 – Z dediny.
- 1898 – Jastraby.
- 1900 – Rozprávky.
- 1901 – Úžerník a iné články.
- 1902 – Mládenci.
- 1903 – Maco Mlieč.
- 1903 – Apoliena.
- 1904 – Nové časy.
- 1904 – Besednice.
- 1907 – Smutné nôty.
- 1908 – Mamka Pôstková.
- 1909 – Horký chlieb.
- 1909 – Na chlieb.
- 1909 – Mišo.
- 1910 – Umrel Tomášik.
- 1910 – Lacná kúpa a predsa draho padla!.
- 1910 – Spod kosy.
- 1911 – Tŕpky.
- 1911 – Jano Mráz.
- 1911 – Kosec Môcik.
- 1912 – Slovenské obrázky.
- 1918 – Malý slovenský zemepis.
- 1919 – Prvý máj.
- 1919 – Rozprávky z Ruska.
- 1920 – Na front a iné rozprávky.
- 1920 – Rozprávky o československých légiách v Rusku.

### Drammi
- 1896 – Anička.
- 1898 – Sľuby.
- 1898 – Konačka.
- 1898 – Jej budúci.
- 1899 – Námluvy.
- 1900 – Ženský zákon.
- 1901 – Nový život.
- 1903 – Medveď.
- 1906 – Matka.
- 1909 – Statky-zmätky.
- 1911 – V službe.
- 1911 – Hriech.
- 1912 – Tma.
- 1915 – Tragik z prinútenia.
- 1915 – Jubileum.
- 1922 – Sova Zuza.
- 1923 – Smrť Ďurka Langsfelda.
- 1930 – Jej prvý román.
- 1934 – Blúznivci.
- 1934 / 1935 – Sokolská rodina.
- 1938 – Hrdina.

### Saggi
- 1914 – Výklad programu Slovenskej národnej strany ("Esposizione del programma del Partito nazionale slovacco").
- 1917 / 1918 - Vojna a mier ("Guerra e pace").
- 1918 - Malý kultúrny zemepis Slovenska 1-2 ("Piccolo atlante culturale della Slovacchia 1-2").
- 1919 - O samospráve Slovenska ("Sull'indipendenza della Slovacchia").
- 1919 - Malý kultúrny zemepis východného Slovenska ("Piccolo atlante culturale della Slovacchia orientale").